# 김윤아의 뮤직웨이브
《김윤아의 뮤직웨이브》는 SBS에서 2005년부터 2006년까지 방송한 음악 프로그램이다. 김윤아가 진행을 맡았다.
한류 가수들이 출연하는 〈코리안 웨이브〉, 아시아 가수들을 초대하는 〈아시안 웨이브〉 등의 코너로 이루어져 있다.